# Australian Football League
Australian Football League (AFL) er den førende og eneste fuldt professionelle turnering i australsk fodbold (Australian rules football). Den hed oprindeligt Victorian Football League (VFL) og blev grundlagt i 1896 som en udbryderliga fra Victorian Football Association (VFA). Den første sæson blev spillet i 1897. Den skiftede navn til Australian Football League i 1990 efter turneringen i 1980'erne var blev udvidet til omfatte hold fra andre australske delstater. AFL udgiver Laws of Australian football, der er en regelsamling, som med variationer benyttes af andre forbund for australsk fodbold.
AFL har 18 hold fra 5 delstater (Victoria, South Australia, Western Australia, Queensland og New South Wales). I 2028 vil der også blive deltagelse af et tasmansk hold. Der er blevet afviklet kampe i alle delstater og de to territorier på fastlandet samt i New Zealand og Kina for at øge interessen for AFL.
AFL-sæsonen består af et grundspil på 24 runder med hjemme- og udekampe, som afvikles i den australske vinter (marts til september). Det bedst placerede hold vinder minor premiership (det lille mesterskab). De 8 bedste hold mødes i et slutspil efter cup-systemet. De to bedste hold mødes i AFL Grand Final, som normalt spilles på Melbourne Cricket Ground. Vinderen af finalen er sæsonens premiers (mestre). De to Melbourne-klubber Carlton og Essendon er de to mest vindende hold i ligaen med hver 16 mesterskaber.

## Historie

### VFL (1897–1989)

#### Baggrund og oprettelse
Flere af de nuværende klubber i AFL har en historie, som går helt tilbage til oprindelsen af australsk fodbold, og var helt afgørende for sportens popularitet og dannelsen af AFL. De ældste klubber er Melbourne, som lavede det første sæt regler, og Geelong, som blev oprettet i henholdsvis 1858 og 1859. Melbourne University blev også oprettet i 1859.
Victorian Football Association (VFA) blev oprettet i 1877 og langsomt blev der udviklet et formaliseret turneringssystem i Victoria. I 1890'erne udviklede der sig en magtkamp mellem de største klubber i VFA og resten, da de største ville have indflydelse svarende til deres økonomiske status. Denne spidsede til i 1896, hvor det blev foreslået at entréindtægterne skulle deles ligeligt mellem alle klubber i VFA. Det fik seks af de største klubber - Collingwood, Essendon, Fitzroy, Geelong, Melbourne og South Melbourne - til at bryde ud af VFA for at danne en ny liga, Victorian Football League (VFL). Klubberne Carlton og St Kilda blev inviteret med i VFL. De resterende klubber i VFA - Footscray, North Melbourne, Port Melbourne, Richmond og Williamstown - blev tilbudt at komme med og spille i en lavere rangerende række, hvilket de afslog og fortsatte i VFA.

#### 1897–1900s: Den første VFL-sæson og de tidlige år
Den første sæson i VFL var 1897. Der var flere nye tiltag for at øge publikumsinteressen, bl.a. en årlig finaleturnering. Det moderne pointsystem, som bruges i dag med 6 point for et mål og 1 point for en 'behind', blev også indført.
Selv om VFL og VFA konkurrerede om tilskuerinteressen i mange år, etablerede VFL sig hurtigt som den bedste liga i Victoria. I 1908 udvidedes ligaen med to nye hold, da Richmond skiftede fra VFA og Melbourne University (ofte bare kaldt University) fra Metropolitan Junior Football Association. Professionalisme blev indført i 1911, da klubberne fik lov til at betale spillere udover godtgørelse af afholdte udgifter. University spillede 3 lovende sæsoner, men endte derefter sidst i alle årene fra 1911 til 1914. Klubben tabte på et tidspunkt 51 kampe i træk. Det skyldtes blandt andet, at University valgte at forblive en amatørklub. Efter sæsonen i 1914 trak klubben sig fra VFL.
Vinderen af VFL spillede mod vinderen af South Australian National Football League (SANFL) i en kamp om det australske mesterskab fra 1907 til 1914 (undtagen 1912). Klubber fra South Australia vandt 6 ud af 7 gange. Kampene blev spillet i Adelaide Oval undtagen i 1909, hvor man spillede på Melbourne Cricket Ground og South Melbourne vandt. Efter udbruddet af 1. verdenskrig stoppede disse mesterskabskampe, og de blev først taget op igen i 1968.

#### 1915–1945: Tre klubber fra VFA skifter til VFL
I 1925 blev VFL udvidet fra 9 hold til 12, da Footscray, Hawthorn og North Melbourne skiftede fra VFA. North Melbourne og Hawthorn var længe bundhold i VFL. Selv om North Melbourne i 1950 var det første af de nye hold til at nå en grand final, var det Footscray, som bedst klarede overgangen til VFL, og allerede fra 1928 var de ikke længere et bundhold.
Fra 1927 til 1930 vandt Collingwood som det hidtil eneste hold 4 mesterskaber i træk.

#### 1946–1975: Efterkrigstidens gyldne år
I 1952 afholdt VFL en "nationaldag", da alle seks kampe blev spillet uden for Melbourne. Kampene blev spillet på Sydney Cricket Ground, Brisbane Exhibition Ground, North Hobart Oval, Albury Sports Ground og i byerne Yallourn og Euroa i Victoria.
Footscray blev i 1954 mestre som det første af de nye hold, der kom med i 1925.
I 1950'erne og starten af 1960'erne var Melbourne den dominerende klub. Med træneren Norm Smith og stjernespilleren Ron Barassi var klubben i 7 grand finals i træk fra 1954 til 1960. De fem blev vundet, heraf tre i træk fra 1955 til 1957.
Fjernsynsdækning begyndte i 1957 med direkte transmission af den sidste quarter tilladt. Til at begynde med konkurrerede flere kanaler ved at sende fra forskellige kampe. Da VFL fandt ud af, at direkte transmissioner betød færre tilskuere, blev de helt stoppet i 1960. I 1961 blev kampene vist forskudt i Melbourne, mens resten af Australien kunne set direkte transmissioner hver lørdag eftermiddag.
I 1959 planlagde VFL det første store stadion bygget til australsk fodbold, VFL Park (senere kendt som Waverley Park), for at mindske afhængigheden af Melbourne Cricket Club, som styrede Melbourne Cricket Ground. VFL Park blev planlagt med en kapacitet på 155.000 tilskuere, hvilket ville have gjort det til et af verdens største. Det endte dog med at blive bygget med en kapacitet på 78.000. Jord til det nye stadion blev købt ved Mulgrave. Det var landbrugsjord dengang, men man forudså, at det ville komme til at ligge tæt på Melbournes demografiske centrum.
I 1959 fik vinderen af Grand Final for første gang en pokal sammen med det traditionelle flag. Det samme design for pokalen, har stort set været brugt siden da.
I 1960'erne havde fjernsynstransmissioner fået stor betydning. Tilskuerne skyndte sig hjem fra kampene for at kunne nå de forskudte transmissioner, og mange tidligere spillere blev kommentatorer i optaktsprogrammer og efterfølgende kampanalyser. Der var også flere underholdningsprogrammer med spillere fra VFL.
VFL spillede de første af en række internationale opvisningskampe i 1962 i et forsøg på at udvide interessen for ligaen.
18. april 1970 åbnede VFL Park med en kamp mellem Geelong og Fitzroy. Dronning Elizabeth stod for indvielsen af det nye stadion. Bygningsarbejde på stadion fortsatte i 1970'erne og kulminerede med tribunen Sir Kenneth Luke Stand, som nu er registreret som kulturarv. Grand Final i 1970 er gået over i historien som den måske mest berømte kamp. Finalen blev spillet mellem ærkerivalerne Carlton og Collingwood. Carlton var bagud med 44 point halvvejs gennem kampen, men vandt alligevel kampen med 10 point. Kampen huskes også for et spektakulært mark af Alex Jesaulenko og blev overværet af et rekordpublikum på 121.696.

#### 1976–1981: VFL udtræder af Australian National Football Council
I 1976 startede National Football League, som dengang var den overordnede organisation for australsk fodbold, NFL Night Series som erstatning for Championship of Australia, der havde været spillet 1968-75. Night Series blev spillet samtidigt med grundspillet og havde deltagelse af 12 klubber fra VFL, South Australian National Football League (SANFL) og West Australian National Football League (WANFL), som kvalificerede sig via deres slutpositioner i den foregående sæson. De fleste kampe blev spillet tirsdag aften i Adelaide i Norwood Oval, og alle kampe blev vist i farver på Channel 9, som åbnede op for store indtægter fra tv-rettigheder og sponsorer. NFL planlagde at udvide Night Series med flere hold fra VFL, SANFL og WAFL, såvel som hold repræsenterende delstater.
I november 1976 annoncerede VFL, at de trak sig fra NFL's turnering, efter at de havde sikret sig betydelige tv- og sponsorindtægter til deres egen konkurrerende turnering, som skulle spilles i Melbourne og kun med hold fra VFL (VFL havde tidligere afviklet en aftenturnering fra 1956-1971). Lysanlæg blev sat op på VFL Park for at kunne afvikle aftenkampe. VFL oprettede et aktieselskab kaldet Australian Football Championships Pty Ltd i 1978, som stod for turneringen og tilbød aktieposter til de andre delstatsligaer i et forsøg på at lokke dem med i turneringen.
I tre år fra 1977 til 1979 blev de to turneringer fra NFL og VFL afviklet som direkte konkurrenter. I 1978 deltog det repræsentative hold fra Tasmanien i begge turneringer, men alle hold fra SANFL og WAFL samt de mindre hold forblev i NFL Night Series. I 1979 trakker klubberne fra WAFL og de repræsentative hold fra New South Wales og A.C.T. sig fra NFL Night Series og tilsluttede sig VFL's turnering, så NFL Night Series mest bestod af hold fra SANFL. NFL Night Series blev ikke afviklet i 1980 og klubberne fra SANFL deltog i VFL's turnering. NFL fortsatte med at eksistere indtil starten af 1990'er, men VFL havde vundet magtkampen. Aftenkampene var et af de første vigtige skridt for VFL mod en udvidelse uden for Victoria og ultimativt kontrollen med australsk fodbold i hele Australien.
1980 og 1981, de to første år efter NFL Night Series, toppede VFL's aftenturnering med alle klubber fra VFL, WAFL og SANFL plus repræsentative hold fra de mindre delstater (udvalgt efter bopæl og ikke fødested), så der i alt var 44 hold. I 1982 blev turneringen reduceret i størrelse og herefter deltog kun de 2-3 bedste hold fra SANFL og WAFL samt vinderen af en turnering mellem repræsentative hold fra de mindre delstater.
I 1987 havde aftenturneringen kun deltagelse af hold fra VFL. Turneringen blev afviklet tidligere på året med finalen spillet 28. april. Året efter overlappede den slet ikke med den almindelige turnering og blev afviklet udelukkende i forsæsonen.
Fra 1930 til 1970 var der et lønloft for spillere i VFL. Derudover var der en zonelov, som gjorde at Melbourne var delt op i zoner. Hver klub havde sin zone, som de kunne rekruttere spillere fra. Uden for Melbourne kunne de rekruttere frit. I slutningen af 1960'erne blev zoneloven udvidet til også at dække resten af Victoria. Hver af Melbourne-klubberne fik tildelt en zone udenfor Melbourne, de kunne rekruttere fra. Formålet med disse regler var at skabe en jævnbyrdig liga. Alligevel var det de rigeste klubber, der dominerede i VFL. Fra 1972 til 1987 nåede kun 6 af ligaens 12 klubber til en AFL Grand Final: Carlton, Collingwood, Essendon, Hawthorn, North Melbourne og Richmond. Zoneloven blev afskaffet i 1986.

#### 1982–1989: Professionalisme, konkurser og udvidelse
| Ligaens udvikling | Ligaens udvikling                                                            | Ligaens udvikling                                 | Ligaens udvikling                           | Ligaens udvikling                                  | Ligaens udvikling | Ligaens udvikling |
| År                | Delstater                                                                    | Lønloft                                           | Gennemsnitsløn                              | TV-indtægter om året                               | Draft             | Zoner             |
| ----------------- | ---------------------------------------------------------------------------- | ------------------------------------------------- | ------------------------------------------- | -------------------------------------------------- | ----------------- | ----------------- |
| 1980              | · Victoria                                                                   | Intet                                             | 11.000 AUD (svarende til 47.310 AUD i 2018) | 600.000 AUD (svarende til 2.580.569 AUD i 2018)    | nej               | ja                |
| 1991              | · Victoria · South Australia · West Australia · New South Wales · Queensland | 1.500.000 AUD (svarende til 2.868.809 AUD i 2018) | 46.430 AUD (svarende til 88.799 AUD i 2018) | 6.000.000 AUD (svarende til 11.475.237 AUD i 2018) | ja                |                   |

1980'erne var en periode med store strukturelle ændringer i australsk fodbold. VFL var den dominerende australske fodboldliga både med hensyn til tilskuere, interesse og penge, og den begyndte at afsøge mulighederne for at ekspandere til de andre australske delstater. VFL og dens topklubber brugte også deres økonomiske muskler til at rekruttere topspillere fra de andre delstater. Som resultat heraf blev de mindre klubber presset af øgede omkostninger. South Melbourne Swans blev den første klub, som flyttede til en anden delstat. South Melbourne Football Club var dybt forgældet og havde også gæld til VFL, som overtog klubbens hold og flyttede det hjemmekampe til Sydney i 1982. Året efter blev de omdøbt til Sydney Swans. Klubben fik hurtigt sportslig succes og var i semifinalen i både 1986 og 1987. Flytningen af Swans til Sydney betød også at gælden flyttede fra Melbourne til Sydney. Megen støtte og finansielle tilskud i Sydney gik til klubben på bekostning af eksisterende klubber og turneringer i Sydney, men Swans tiltrak også nye tilhængere og øgede sportens status i byen. Selv om klubben havde succes på banen, vedblev Sydney Swans med at være i gæld til VFL . Flere private investorer kunne ikke få økonomien til at hænge sammen og i 1992 måtte VFL overtage ejerskabet af Sydney Swans.
Igennem 1980'erne forsøgte klubber fra SANFL og WAFL at komme med i VFL. F.eks. prøvede East Perth Royals i 1980, Norwood Redlegs i 1986 og 1988 samt en foreslået sammenlægning af East Fremantle og South Fremantle i 1987. Ingen af disse forsøg lykkedes, og det lykkedes heller ikke, da Norwood forsøgte igen i 1990 og 1994.
I 1986 fik både WAFL og Queensland Australian Football League tildelt licenser til et nyt hold i VFL. Det førte til grundlæggelsen af klubberne West Coast Eagles og Brisbane Bears, som begge var med i AFL fra 1987. Licenserne kostede flere millioner dollars, som ikke blev afkrævet de eksistende VFL-klubber. I 1989 var økonomiske problemer tæt på at ende i en sammenlægning af Footscray og Fitzroy, men Footscray, som havde flest problemer blev reddet af ny kapital udefra.
I 1980'erne begyndte man også at afvikle kampene på nye tidspunkter. Kampene i VFL var hidtil blevet spillet lørdag eftermiddag, men Sydney begyndte at spille sine hjemmekampe søndag eftermiddag, og North Melbourne begyndte at spille kampe fredag aften. Disse tider er nu almindelige for alle hold.
Det første landsdækkende draft-system blev introduceret i 1986 og et lønloft blev introduceret i 1987.

### AFL (1990–nu)
Ligaen blev omdøbt til Australian Football League i 1990 for at afspejle dens status som landsdækkende liga.

#### 1990–2010: En professionel landsdækkende turnering
I 1990 underskrev spillerforeningen AFLPA den første aftale med AFL, der fastlagde lønninger og ansættelsesforhold for spillerne, som nu blev fuldtidsprofessionelle modsat tidligere, hvor mange havde deltids- eller fuldtidsjobs ved siden af. Efter sæsonen 1991 opgav AFL kontrollen med de lavere rækker i Victoria. Melbourne-klubberne deltog dog stadig med reservehold i de lavere rækker, som nu blev organiseret i den nye Victorian State Football League. Ligeledes stillede de op i U19-turneringen. Zonebaseret rekruttering blev afskaffet.
I 1990 ansøgte den mest succesfulde klub i SANFL, Port Adelaide, om en licens til AFL. De andre klubber i SANFL reagerede kraftigt mod dette og fik stoppet optagelsen af Port Adelaide. I stedet etablerede SANFL en ny klub i South Australia kaldet Adelaide Crows, der fik en AFL-licens og var med i ligaen fra 1991 som den fjerde klub uden for Victoria. Samme år var West Coast Eagles den første klub uden for Victoria til at nå grand final, hvor de tabte til Hawthorn. Eagles vandt derefter mesterskabet i 1992 og 1994. I 1994 blev Fremantle Football Club grundlagt i Western Australia, og klubben kom med i AFL i 1995 som den femte klub uden for Victoria.
VFA overtog navnet Victorian Football League i 1996. I 1996 var flere Melbourne-klubber i store økonomiske vanskeligheder. Værst så det ud for Fitzroy og Hawthorn. Hawthorn forsøgte uden held at få en sammenlægning med Melbourne, men klarede sig alligevel igennem. Fitzroy var ikke i stand til at fortsætte alene. De spillede deres sidste kamp i 1996 og fusionerede derefter med Brisbane og dannede Brisbane Lions. Port Adelaide havde siden 1994 haft en licens, men havde ikke fået lov at indtræde i turneringen før der var en ledig plads. Fusionen mellem Fitzroy og Port Adelaide gav denne plads, og Port Adelaide kunne deltage i AFL i 1997 som den sjette klub uden for Victoria og som den første, der havde en historie før AFL.
Gennem 1990'erne udskiftede flere af de Melbourne-baserede klubber deres mindre stadion (typisk med plads til 20.000–30.000) i forstaden med de langt større MCG og Waverley Park. De sidste kampe blev spillet på Windy Hill (Essendon), Moorabbin Oval (St Kilda), Western Oval (Footscray), Victoria Park (Collingwood) og Hawthorn droppede Princes Park. I 2005 stoppede Carlton også med at spille sine hjemmekampe på Princes Park. I 1999 solgte AFL Waverley Park for at kunne begynde byggeriet af et nyt stadion i Melbournes Docklands. Den sidste State of Origin kamp blev spillet i 1999.

#### 2011–nu: en liga med 18 hold
I slutningen af 2000'erne ønskede AFL at udvide til Gold Coast i Queensland, som var et område i kraftig udvikling. North Melbourne, som var i økonomiske problemer og allerede havde spillet nogle få hjemmekampe på Gold Coast de foregående år, blev tilbudt betydelig støtte for at flytte til Gold Coast men afslog. AFL begyndte derefter arbejdet med at opbygge en helt ny klub på Gold Coast og en udvidelse af ligaen.
I 2008 fik AFL støtte fra de 16 klubber til at udvide ligaen med to nye klubber i Gold Coast og Western Sydney. Klubben Gold Coast Suns blev dannet i 2011 og var med i AFL samme år som hold nummer 17. Greater Western Sydney Giants, som skulle repræsentere både Western Sydney og Canberra blev dannet og kom med i ligaen som det 18. hold i 2012.
25. april 2013 blev den første AFL turneringskamp spillet udenfor Australien på Westpac Stadium i Wellington, New Zealand. Aftenkampen mellem St Kilda og Sydney blev spillet foran 22.183 tilskuere på Anzac Day.
En national kvindeliga som omfattede nogle af AFL-klubberne startede i 2017. 13 AFL-klubber ansøgte om at deltage. Otte klubber – Adelaide, Brisbane Lions, Carlton, Collingwood, Fremantle, Greater Western Sydney, Melbourne og Western Bulldogs – fik licenser til den første sæson. Geelong og North Melbourne kom med i 2019, Gold Coast, Richmond, St Kilda og West Coast i 2020 og endelig Essendon, Hawthorn, Port Adelaide og Sydney i 2022.
14. maj 2017 spillede Port Adelaide og Gold Coast den første AFL-kamp i Shanghai i Kina foran 10.114 tilskuere. Port Adelaide vandt kampen med 72 point.
I 2020 blev AFL-sæsonen kraftigt påvirket af COVID-19-pandemien. De første runder blev spillet uden tilskuere og 22. marts blev sæsonen suspenderet på grund af helbredshensyn og de nationale restriktioner på ikke-nødvendige rejser. Sæsonen blev genoptaget 11. juni med en reduktion af antal kampe pr. hold fra 22 til 17. Grand final blev spillet i oktober på The Gabba i Brisbane, på grund af et stigende antal Covid-tilfælde i Victoria. Pandemien betød mistede indtægter på 400 millioner AUD i 2020.
Grand final i 2021 blev spillet i september på Perth Stadium i Perth på grund af COVID-19 pandemien, som gjorde at den ikke kunne spilles med tilskuere på Melbourne Cricket Ground.

## Klubber
AFL består af en enkelt liga uden divisioner. Der er ikke oprykning fra eller nedrykning til andre ligaer.
Ligaen blev grundlagt som Victorian Football League (VFL) i 1897 med otte hold, alle fra Victoria. I 1990 var ligaen blev landsdækkende og skiftede navn til Australian Football League (AFL). De nuværende 18 hold (2022) kommer fra 5 forskellige delstater. Hovedparten (10) kommer stadig fra Victoria, heraf de 9 fra Melbournes metropolområde. New South Wales, Queensland, South Australia og Western Australia har hver to hold, mens Tasmanien får et hold med i ligaen fra 2028. Australian Capital Territory og Northern Territory har ingen AFL-klubber, men mindst to kampe spilles begge steder hvert år.
11 af klubberne i AFL er ejet af medlemmerne: Melbourne, Collingwood, Carlton, St Kilda, Essendon, Hawthorn, Geelong, Richmond, North Melbourne, Brisbane og Western Bulldogs. 5 klubber ejes af AFL: Sydney, Greater Western Sydney, Gold Coast, Adelaide og Port Adelaide. Endelig er to klubber privatejede: West Coast og Fremantle.

### Nuværende klubber
| Klub | Farver | Kælenavn  | Delstat           | Hjemmebane                | 2022 medlemmer | Grundlagt | Tidl. liga | VFL/AFL sæsoner | VFL/AFL sæsoner | VFL/AFL mesterskaber | VFL/AFL mesterskaber |
| Klub | Farver | Kælenavn  | Delstat           | Hjemmebane                | 2022 medlemmer | Grundlagt | Tidl. liga | Første          | Total           | Total                | Seneste              |
| --- | ------ | --------- | ----------------- | ------------------------- | -------------- | --------- | ---------- | --------------- | --------------- | -------------------- | -------------------- |
| Adelaide |        | Crows     | South Australia   | Adelaide Oval             | 63,099         | 1990      | —          | 1991            | 32              | 2                    | 1998                 |
| Brisbane Lions |        | Lions     | Queensland        | The Gabba                 | 43,319         | 1996      | —          | 1997            | 26              | 3                    | 2003                 |
| Carlton |        | Blues     | Victoria          | Docklands Stadium         | 88,776         | 1864      | VFA        | 1897+           | 126             | 16                   | 1995                 |
| Collingwood |        | Magpies   | Victoria          | Melbourne Cricket Ground  | 100,384        | 1892      | VFA        | 1897+           | 126             | 15                   | 2010                 |
| Essendon |        | Bombers   | Victoria          | Docklands Stadium         | 86.001         | 1872      | VFA        | 1897+           | 124†            | 16                   | 2000                 |
| Fremantle |        | Dockers   | Western Australia | Perth Stadium             | 56.105         | 1994      | —          | 1995            | 28              | 0                    | —                    |
| Geelong |        | Cats      | Victoria          | Kardinia Park             | 71.943         | 1859      | VFA        | 1897+           | 123†            | 10                   | 2022                 |
| Gold Coast |        | Suns      | Queensland        | Carrara Stadium           | 21,422         | 2009      | —          | 2011            | 12              | 0                    | —                    |
| Greater Western Sydney |        | Giants    | New South Wales   | Sydney Showground Stadium | 32,614         | 2009      | —          | 2012            | 11              | 0                    | —                    |
| Hawthorn |        | Hawks     | Victoria          | Melbourne Cricket Ground  | 81,494         | 1902      | VFA        | 1925            | 98              | 13                   | 2015                 |
| Melbourne |        | Demons    | Victoria          | Melbourne Cricket Ground  | 66.484         | 1858      | VFA        | 1897+           | 123†            | 13                   | 2021                 |
| North Melbourne |        | Kangaroos | Victoria          | Docklands Stadium         | 50.191         | 1869      | VFA        | 1925            | 98              | 4                    | 1999                 |
| Port Adelaide |        | Power     | South Australia   | Adelaide Oval             | 58.643         | 1870      | SANFL      | 1997            | 26              | 1                    | 2004                 |
| Richmond |        | Tigers    | Victoria          | Melbourne Cricket Ground  | 100.792        | 1885      | VFA        | 1908            | 115             | 13                   | 2020                 |
| St Kilda |        | Saints    | Victoria          | Docklands Stadium         | 60.172         | 1873      | VFA        | 1897+           | 125†            | 1                    | 1966                 |
| Sydney |        | Swans     | New South Wales^  | Sydney Cricket Ground     | 55.394         | 1874      | VFA        | 1897+           | 125†            | 5                    | 2012                 |
| West Coast |        | Eagles    | Western Australia | Perth Stadium             | 102.897        | 1986      | —          | 1987            | 36              | 4                    | 2018                 |
| Western Bulldogs |        | Bulldogs  | Victoria          | Docklands Stadium         | 50.941         | 1877      | VFA        | 1925            | 98              | 2                    | 2016                 |
| ^ angiver at klubben er flyttet fra en anden delstat + angiver klubben var med til at grundlægge VFL † angiver klubben ikke deltog i én eller flere sæsoner på grund af verdenskrigene |        |           |                   |                           |                |           |            |                 |                 |                      |                      |

### Tidslinje
Uformelle/ungdoms-turneringer †
Victorian Football Association (1877) †
Victorian Football League (1897, senere AFL)
Australian Football League (1990, formerly VFL)
South Australian National Football League (1877) †
† Ikke all hold vist. Disse turneringer findes stadig

## Spillere
AFL-spillere rekrutteres fra flere forskellige steder, men de fleste kommer ind i ligaen gennem den årlige drafts uden for sæsonen. Et mindre antal spillere kommer fra andre sportsgrene eller rekrutteres internationalt. Ved afslutningen af sæsonen vælges de 22 bedste spillere og en træner til et All-Australian hold.
AFL kontrollerer antal spillere i klubberne. I 2022 havde hver klub 36 - 38 seniorspillere og 4 - 6 rookies. Rookies er typisk spillere, der er rekrutteret på alternativ vis. Ændringer til spillertruppen er kun tilladt uden for sæsonen i forbindelse med de tre drafts, der afvikles. Den vigtigste er den nationale draft, men derudover er der også en pre-season draft og en rookie draft. I sæsonerne 1990 - 1993 var der tillige en draft midt i sæsonen. Den nationale draft har været afholdt hver sæson siden 1986. Klubberne vælger de nye spillere i en rækkefølge, som er den omvendte af deres placering i den foregående AFL-sæson. Klubber kan dog vælge at sælge deres plads i rækkefølgen til andre klubber.

### Lønloft
AFL's klubber er underlagt et samlet lønloft for alle spillere. I 2022 var dette beløb 13.540.000 AUD (det hidtil højeste), hvilket svarer til en gennemsnitlig spillerløn på omkring 400.000 AUD. De bedst betalte spillere tjener over 1.000.000 AUD om året. Højest betalte spiller i 2023 er Dustin Martin fra Richmond.

## Sæsonstruktur

### Forsæson
Siden 2014 har alle klubber spillet én eller to kampe i forsæsonen, som bliver afviklet som aftenkampe på hverdage eller i weekenden i februar og marts.

### Grundspillet
Grundspillet i AFL består af 23 runder, som bliver afviklet fra midt i marts til slutningen af august. I sæsonen 2022 spillede hvert hold 22 kampe og stod over i én runde. Der bliver givet 4 point for en sejr og to point for en uafgjort. Klubberne rangeres efter, hvor mange point de har fået. Hvis flere klubber har samme antal point rangeres efter en procentsats, som beregnes som forholdet mellem point scoret i alle kampe og point indkasseret. Hvis holdene stadig er lige kigges på point og eventuelt procentsats i de indbyrdes kampe. Som sidste udvej bruges lodtrækning. Det bedste hold i grundspillet vinder 'minor premiership' (det lille mesterskab) og får tildelt McClelland-trofæet.

#### Temarunder og specielle kampe
Flere hold spiller mod hinanden på faste dage. Den største af disse kampe er Collingwood mod Essendon, som spilles Anzac Day på MCG. Andre store kampe er Collingwood mod Melbourne på helligdagen kongens fødselsdag samt Geelong mod Hawthorn 2. påskedag.
Disse kampe har deres egne trofæer, som uddeles til vinderen.

#### Sir Doug Nicholls Indigenous Round
En af de mest kendte temarunder er Indigenous Round (De Indfødtes Runde).
I 2005 og 2006 blev der spillet en ny temakamp, Dreamtime at the 'G, mellem Essendon og Richmond, som var meget populære. I 2007 udnævnte AFL derfor runde 9 som Indigenous Round (round 9), som en hyldest til de indfødte spillere i AFL. Temakampen Dreamtime at the 'G er hovedkampen lørdag aften. Kampen har ofte mere end 80.000 tilskuere.
I 2016 blev runden navngivet efter Sir Doug Nicholls, som er den eneste VFL-spiller, der er blevet adlet, og som også var delstatsguvernør i South Australia. Runden hedder nu Sir Doug Nicholls Round, men det gamle navn Indigenous Round er stadig almindelig brugt.
Hvert år siden 2014 har klubben haft hver deres kunstværk lavet af en indfødt kunstner på spillertrøjen til Indigenous Round.

### Finaleserien
De otte bedste hold fra grundspillet deltager i finaleserien, som afvikles i september og afsluttes med grand final, som normalt spilles på Melbourne Cricket Ground om eftermiddagen den sidste lørdag i september.
Det vindende hold får en mesterskabspokal i sølv, et blåt flag og klubnavnet indgraveret på E. L. Wilson Shield, som har været brugt siden 1929. Flaget har været brugt helt fra ligaens start og bliver traditionelt vist frem til mesterskabsholdets første hjemmekamp den efterfølgende sæson. Mesterskabspokalen har været brugt siden 1959 og en ny laves hvert år af Cash's International på deres værksted i Frankston, Victoria. Derudover modtager alle spillerne på vinderholdet en mesterskabsmedalje.

## Tilskuer- og Seertal
I 2012 var AFL den sportsliga med flest tilskuere i Australien og markedsundersøgelser viste, at AFL havde næstflest tv-seere efter cricket. Rettighederne til AFL deles af Seven Network (free-to-air), Foxtel (betalings-tv) og Kayo Sports (internet). En ny kontrakt i 2023, som blev indgået for årene 2025 - 2031 giver AFL et årligt beløb på 643 mio. AUD for rettighederne.
I 2019 var rekordmange, 1.057.572, medlem af en AFL-klub. Det totale seertal for AFL sæsonen 2022 var 125,4 millioner med et gennemsnit på 537.000 seere pr kamp. 54% af seerne benyttede betalingskanalerne fra Foxtel og Kayo, medens 46% så Seven Networks gratis udendelser.

### Tilskuertal
| År    | Hjemme og Ude | Gennemsnit | Finaleserie1 | Gennemsnit1 | Grand final         |
| ----- | ------------- | ---------- | ------------ | ----------- | ------------------- |
| 2022  | 6.112.431     | 30.871     | 639.980      | 71.109      | 100.024             |
| 20216 | 3.976.228     | 19.209     | 272.746      | 30.305      | 61.118              |
| 20206 | 826.458       | 6.665      | 206.579      | 22.953      | 29.7077             |
| 2019  | 6.954.187     | 35.122     | 563.460      | 62.607      | 100.014             |
| 2018  | 6.894.772     | 34.822     | 700.393      | 77.821      | 100.022             |
| 2017  | 6.734.062     | 34.010     | 553.818      | 61.535      | 100.021             |
| 2016  | 6.311.656     | 31.877     | 558.343      | 62.038      | 99.981              |
| 2015  | 6.367.302     | 32.321     | 518.694      | 57.663      | 98.633              |
| 2014  | 6.403.941     | 32.343     | 570.568      | 63.396      | 99.454              |
| 2013  | 6.372.784     | 32.186     | 558.391      | 62.043      | 100.007             |
| 2012  | 6.238.876     | 31.509     | 538.934      | 59.882      | 99.683              |
| 2011  | 6.533.138     | 34.937     | 614.250      | 68.250      | 99.537              |
| 2010  | 6.494.564     | 36.901     | 651.764      | 65.176      | 100.0164 og 93.8535 |
| 2009  | 6.375.622     | 36.225     | 615.463      | 68.385      | 99.251              |
| 2008  | 6.512.999     | 37.0062    | 571.760      | 63.258      | 100.012             |
| 2007  | 6.475.521     | 36.793     | 575.424      | 63.936      | 97.302              |
| 2006  | 6.204.056     | 35.250     | 532.178      | 59.131      | 97.431              |
| 2005  | 6.283.788     | 35.703     | 480.112      | 53.346      | 91.8983             |
| 2004  | 5.909.836     | 33.579     | 458.326      | 50.925      | 77.6713             |
| 2003  | 5.876.515     | 33.389     | 478.425      | 53.158      | 79.4513             |
| 2002  | 5.648.021     | 32.091     | 449.445      | 49.938      | 91.817              |
| 2001  | 5.919.026     | 33.631     | 525.993      | 58.444      | 91.482              |
| 2000  | 5.731.091     | 32.563     | 566.562      | 62.951      | 96.249              |
| 1999  | 5.768.611     | 32.776     | 472.007      | 52.445      | 94.228              |
| 1998  | 6.119.861     | 34.772     | 572.733      | 63.637      | 94.431              |
| 1997  | 5.853.449     | 33.258     | 560.406      | 62.267      | 99.645              |
| 1996  | 5.222.266     | 29.672     | 478.773      | 53.197      | 93.102              |
| 1995  | 5.119.694     | 29.089     | 594.919      | 66.102      | 93.678              |

1 Total og gennemsnit for finaleserie inkluderer grand final.

2 Rekord.

3 Nedsat kapacitet på grund af renovering af MCG 
4 Tal for den uafgjorte grand final.

5 Tal for omkampen,spillet 1 uge efter den første finale.

6 Tilskuertal reduceret på grund af COVID-19 pandemien.

7 Kapacitet reduceret på grund af COVID-19 pandemien.